# Druga Komisja Waltera Hallsteina
Druga Komisja Waltera Hallsteina – Komisja Europejska urzędująca od 9 stycznia 1962 roku do 30 czerwca 1967 roku. Jej przewodniczącym był niemiecki polityk Walter Hallstein, a wiceprzewodniczącymi Giuseppe Caron (do 1963 roku), Sicco Mansholt, Robert Marjolin i Lionello Levi Sandri (od 1965 roku).
Komisja składała się z 9 członków (komisarzy). Po dwóch przedstawicieli posiadali: Francja, Niemcy i Włochy. Pozostali członkowie Wspólnot Europejskich (Belgia, Holandia i Luksemburg) posiadali po jednym komisarzu. W trakcie prac Komisji Europejskiej doszło do zmiany Komisarza da. Rynku Wewnętrznego. 15 maja 1963 roku z funkcją tą pożegnał się Giuseppe Caron, a jego miejsce 30 lipca 1964 roku zajął Guido Colonna di Paliano.

## Skład Komisji Europejskiej
| Komisja                                  | Komisarz                 |
| ---------------------------------------- | ------------------------ |
| Przewodniczący Komisji Europejskiej      | Walter Hallstein         |
| Komisarz ds. Rolnictwa                   | Sicco Mansholt           |
| Komisarz ds. Ekonomicznych i Finansowych | Robert Marjolin          |
| Komisarz ds. Rynku Wewnętrznego          | Giuseppe Caron           |
|                                          | Guido Colonna di Paliano |
| Komisarz ds. Rozwoju                     | Henri Rochereau          |
| Komisarz ds. Stosunków Zewnętrznych      | Jean Rey                 |
| Komisarz ds. Konkurencji                 | Hans von der Groeben     |
| Komisarz ds. Społecznych                 | Lionello Levi Sandri     |
| Komisarz ds. Transportu                  | Lambert Schaus           |